# Blaine (Tennessee)
Blaine és una població dels Estats Units a l'estat de Tennessee. Segons el cens del 2000 tenia 1.585 habitants.

## Demografia
Segons el cens del 2000, Blaine tenia 1.585 habitants, 636 habitatges, i 478 famílies. La densitat de població era de 69,4 habitants/km².
Dels 636 habitatges en un 31,4% hi vivien nens de menys de 18 anys, en un 60,2% hi vivien parelles casades, en un 10,4% dones solteres, i en un 24,7% no eren unitats familiars. En el 20,4% dels habitatges hi vivien persones soles el 5,2% de les quals corresponia a persones de 65 anys o més que vivien soles. El nombre mitjà de persones vivint en cada habitatge era de 2,49 i el nombre mitjà de persones que vivien en cada família era de 2,87.
Per edats la població es repartia de la següent manera: un 22,5% tenia menys de 18 anys, un 9,5% entre 18 i 24, un 30,8% entre 25 i 44, un 26,4% de 45 a 60 i un 10,8% 65 anys o més.
L'edat mediana era de 37 anys. Per cada 100 dones de 18 o més anys hi havia 95,2 homes.
La renda mediana per habitatge era de 30.677 $ i la renda mediana per família de 35.417 $. Els homes tenien una renda mediana de 26.213 $ mentre que les dones 20.707 $. La renda per capita de la població era de 16.587 $. Entorn de l'11,7% de les famílies i el 14,9% de la població estaven per davall del llindar de pobresa.

## Poblacions més properes
El següent diagrama mostra les poblacions més properes.